# Ái vật chân

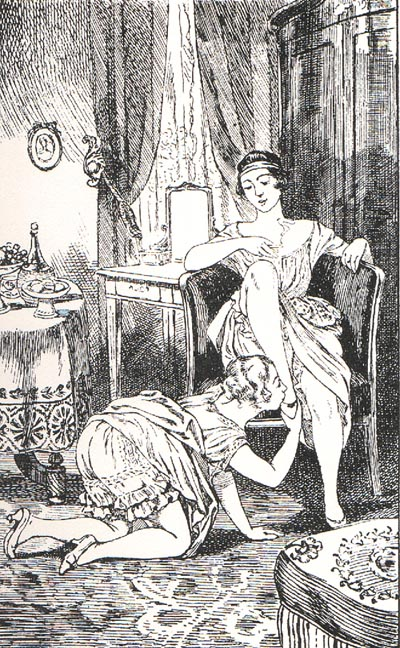
The Countess with the whip, an illustration by Martin van Maële

Ái vật bàn chân (tiếng Anh: Foot fetishism) là một sở thích tình dục rõ rệt ở bàn chân. Đây là hình thức phổ biến nhất của ái vật đối với những đồ vật vô tính hoặc bộ phận cơ thể.